# Malathion
Malathion ist ein Dithiophosphorsäureester, der sich irreversibel an Cholinesterase bindet.
Malathion wird im Organismus zum toxischeren Malaoxon umgewandelt.

## Gewinnung
Malathion kann durch Addition von O,O-Dimethyldithiophosphorsäure an Diethylmaleat hergestellt werden.

## Verwendung

### Medizin
Malathion wird in einigen europäischen Ländern noch zur Behandlung von Kopfläusen, Filzläusen, Kleiderläusen und Krätze benutzt; es vernichtet sowohl Eier (ovozid) als auch lebendige Läuse (pedikulozid). Bei einer dänischen Studie fand man jedoch heraus, dass die Läuse meist resistent gegen Malathion und Permethrin waren. In einer französischen Studie hingegen waren alle Läuse empfindlich gegenüber Malathion-Shampoo. In Deutschland und der Schweiz wurden Malathion-Präparate wegen mangelnder Akzeptanz vom Markt genommen.

### Schädlingsbekämpfung
In den 1980ern wurde Malathion in Kalifornien zur Bekämpfung der Mittelmeerfruchtfliege genutzt. Dabei wurde wöchentlich mittels Hubschraubern über Vorstadtgemeinden im San Bernardino County ein Gemisch aus Malathion und Maissirup versprüht, letzterer diente als Köder.
In vielen Städten wurde Malathion zur Bekämpfung des West-Nil-Virus ausgebracht. Von Ende 1999 bis Frühling 2000 wurden Long Island und die fünf Stadtteile von New York City mit Malathion besprüht. Der Einsatz des Insektizids wird für ein großes Hummersterben im Long Island Sound verantwortlich gemacht.
In Manitoba, einer Provinz in Kanada, wurde Winnipeg im Juli 2005 als Teil einer West-Nil-Virus-Bekämpfung besprüht. Bereits vorher wurde über Jahrzehnte Malathion regelmäßig in den Sommermonaten gegen lästige Moskitos ausgebracht. Damals hatten die Besitzer die Möglichkeit, ihre Grundstücke von den Sprühaktionen ausnehmen zu lassen. Derzeit ist Winnipeg die einzige größere Stadt in Kanada, die ein Schädlingsbekämpfungsprogramm mit Malathion durchführt.
Malathion wird auch gemeinsam mit Diesel vernebelt, um Moskitos großflächig zu bekämpfen. Durch Verdünnen der Substanz wird diese schwächer. Wird sie zu stark verdünnt, kann es dazu kommen, dass die Moskitos nicht getötet werden, sondern Resistenzen ausbilden, die nachfolgende Einsätze weniger effektiv machen.

### Pflanzenschutz
Malathion wird im Allgemeinen gegen saugende Insekten beim Anbau von Obst, Gemüse und Zierpflanzen sowie gegen Obstmaden eingesetzt.

## Einstufung und Regulierung

### Europa
Die Verwendung von Malathion in Pflanzenschutzmitteln ist in der Europäischen Union erlaubt. Die Zulassung soll Ende Juli 2027 auslaufen. Auf nationaler Ebene ist es in Italien und Griechenland zugelassen. In Österreich lief die Zulassung Ende April 2019 aus (Aufbrauchfrist bis Ende Oktober 2020). Die Erlaubte Tagesdosis beträgt 0,03 und die Akute Referenzdosis 0,3 Milligramm pro Kilogramm Körpergewicht und Tag. In Deutschland und der Schweiz ist Malathion nicht als Wirkstoff für Pflanzenschutzmittel zugelassen.
Gemäß europäischer Gesetzgebung (Richtlinie 98/8/EG über das Inverkehrbringen von Biozid-Produkten) und mit Entscheid vom 14. August 2007 liegt ein Entscheid vor, den Wirkstoff Malathion nicht in die entsprechende Liste (Anhang I/IA der Richtlinie 98/8/EG) für Biozidprodukte aufzunehmen. Die Abgabe von Biozidprodukten, die den Wirkstoff Malathion enthalten, ist somit in der EU und der Schweiz, die diese Bestimmung übernommen hat, für Stoffe der Produktart 18 (Insektizide, Akarizide und Produkte gegen andere Arthropoden) nicht mehr erlaubt.

### IARC
Eine Bewertung der IARC vom März 2015 kommt zum Ergebnis, dass es begrenzte Nachweise an Menschen für das krebserzeugende Potenzial von Malathion gebe, während die Beweislage ausreichend wäre, dass die Substanz bei Ratten und Mäusen zu Tumoren führe. IARC stuft Malathion daher in die Kategorie 2A (wahrscheinlich krebserzeugend für den Menschen, probably carcinogenic to humans) ein.